# David Ortega (Schauspieler)

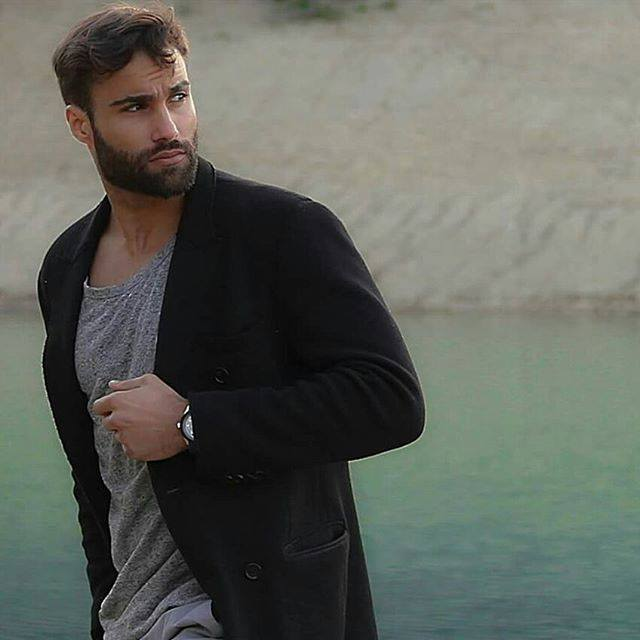
David Ortega (2015)

David Ortega Arenas (* 22. August 1985 in Dortmund) ist ein deutscher Scripted-Reality-Darsteller, Model, DJ und Fernsehmoderator.

## Leben
Ortega ist spanischer Abstammung. Er wuchs mit seiner Schwester Rocio und zwei weiteren Schwestern bei seinen Eltern und anfangs auch Großeltern auf. Die Großeltern kehrten in seiner Kindheit nach Spanien zurück.
Nach seinem Abitur am Dortmunder Helmholtz-Gymnasium jobbte Ortega zunächst als Kellner. Mit 22 Jahren stieg er in die Modelbranche ein und begann außerdem Architektur zu studieren.
Ortega war 2011 Kandidat in der 11. Staffel der Realityshow Big Brother, wo er ungefähr einen Monat im Container verbrachte. 2012 wurde er für ein gemeinsames Shooting mit den Kandidatinnen der Austria’s Next Topmodel gebucht. Im selben Jahr wirkte er auch in einer Folge von mieten, kaufen, wohnen mit.
Von 2013 bis November 2014 spielte Ortega die Rolle des Diego Cortez in der Scripted-Reality-Serie Köln 50667. Er gehörte zum Hauptcast der Folgen 1–498 und hatte einen Gastauftritt in Folge 541. Seinen Ausstieg aus der Serie begründete er mit rigiden Vertragsverpflichtungen durch RTL II sowie wenig später mit Burnout-Symptomen. Von Anfang Mai 2016 bis 2021 war Ortega wieder als Darsteller der Serie in seiner alten Rolle zu sehen.
Nach seinem Ausstieg aus der Serie nahm Ortega Anfang 2015 am Casting von Deutschland sucht den Superstar teil, schied jedoch noch vor dem Recall aus. Ab dem 3. August 2015 moderierte er die interaktive Fernsehsendung onMusic bei YUN!Q. Außerdem ist Ortega auch als DJ tätig. Vom 15. Januar 2016 bis 22. Januar 2016 war Ortega Kandidat der Reality-Show Ich bin ein Star – Holt mich hier raus! des Senders RTL. Dort wurde er als erster Kandidat von den Zuschauern telefonisch hinausgewählt. 2016 nahm er an der Kochshow Das Perfekte Promi Dinner des Senders VOX teil und belegte den 1. Platz.
Ortega war 2011 kurzzeitig mit Gina-Lisa Lohfink liiert. Anschließend war er mit der Fernsehdarstellerin Sara-Joleen Kaveh-Moghaddam zusammen, die gemeinsam mit ihm in Köln 50667 spielte. Das Paar trennte sich 2014. Ortega und Sara-Joleen spielten auch in der Serie ein Paar.
Ortegas Schwester Rocio spielte bei Köln 50667 die Rolle der Lucia Cortez.

## Auftritte
- 2011: Big Brother (Realityshow)
- 2012: Losing Youth (Kurzfilm)
- 2012: Shaytan (Kurzfilm)
- 2012: mieten, kaufen, wohnen (Doku-Soap)
- 2012: Austria’s Next Topmodel
- 2013–2014, 2016–2021: Köln 50667 (Fernsehserie)
- 2015: Deutschland sucht den Superstar
- 2015: Nachtcafé
- 2015–2016: YUN!Q (Moderation)
- 2016: Ich bin ein Star – Holt mich hier raus! (Staffel 10) (Fernsehshow)
- 2016: Das Perfekte Promi Dinner (Fernsehshow)
- 2016: Der große RTL II-Promi-Kegel-Abend
- 2021: Ich bin ein Star – Die große Dschungelshow (Fernsehshow) (Gast)
- 2024: Ich bin ein Star – Showdown der Dschungel-Legenden (Fernsehshow)